# Резанов Григорій Федорович
Григорій Федорович Реза́нов (нар. 1905 — пом. 1978) — радянський дипломат; надзвичайний і повноважний посол.

## Біографія
Народився 1905 році. Член ВКП(б). На дипломатичній роботі з 1939 року:
- у 1939—1941 роках — завідувач I Далекосхідним відділом Народного комісаріату закордонних справ СРСР;
- у 1941—1943 роках — радник Посольства СРСР в Китаї;
- з 21 жовтня 1943 року по 3 травня 1948 року — надзвичайний і повноважний посланник СРСР в Колумбії;
- з квітня 1948 року по листопад 1950 року — заступник завідувача Відділом латиноамериканських країн МЗС СРСР;
- з 25 листопада 1950 року по 10 листопада 1956 року — надзвичайний і повноважний посол СРСР в Аргентині;
- у 1957—1958 роках — експерт-консультант Комісії з видання дипломатичних документів МЗС СРСР;
- у 1958—1969 роках — заступник начальника Консульського управління МЗС СРСР.

З 1969 року — у відставці. Помер у 1978 році.